# 赤池洋文
赤池 洋文（あかいけ ひろふみ）は、日本のテレビプロデューサー、編成マン、ラーメン評論家。フジテレビジョン編成総局編成局編成戦略センター編成部。

## 略歴
上智大学文学部卒業後、2001年フジテレビジョンに入社。バラエティ制作センターではディレクター・プロデューサーとして『ライオンのごきげんよう』、『アイドリング!!!』、『はねるのトびら』、『爆笑 大日本アカン警察』等を担当。
2014年に編成部に異動。編成マンの立場から番組企画に携わる。自らの趣味を番組として企画することもあり『噺家が闇夜にコソコソ』（異動前はプロデューサー）は自らが落語好きであることから発案。
グルメ、特にラーメンについて造詣が深く、『寺門ジモンの取材拒否の店』、ドラマ『ラーメン大好き小泉さん』、「NONFIX ドッキュ麺」などを企画。2018年にはBSフジ制作『RAMEN-DO』のプロデューサーを務める。2019年には『ラーメンWalker』（KADOKAWA）より「百麺人」に任命。同年8月より『ラーメンWalkerTV2』（フジテレビONE）のナビゲーターを務める。2020年2月より「ラーメンWalker」のWEBサイトにてコラムを連載。ラーメンへの深い愛に溢れた文章に注目が集まっている。
2018年11月よりフジテレビ深夜枠でスタートした『22世紀計画』を担当。フジテレビ全部署に番組企画を募集、集まった企画の採用が赤池に一任されており、若手からベテランまで様々な番組スタッフとタッグを組んで発信する。
2021年7月、バラエティ制作センターに復帰。
2023年4月19日（日本時間）に発表された国際メディアコンクール「ニューヨークフェスティバル」にて、ドキュメンタリー・BIOGRAPHY／PROFILES（人物／伝記）部門で、企画プロデュースを務めたNONFIX『ラーメン二郎という奇跡 ～総帥・山田拓美の“遺言”～』が銅賞を受賞した。
2024年7月、編成総局編成局編成戦略センター編成部に異動。

## 担当番組

### 現在
- サンドの日本一めんどくさ〜い料理店（プロデューサー）
- 寺門ジモンの取材拒否の店（企画→チーフプロデューサー）
- ワイドナショー（編成）

### 過去
- ワンナイR&R（AD）
- ライオンのごきげんよう
- 登龍門F お笑い登龍門（ディレクター）
- アイドリング!!!（演出）
- はねるのトびら（2009年5月からディレクター→2011年4月からプロデューサー）
- 爆笑 大日本アカン警察（プロデューサー）
- マネースクープ（企画）
- 噺家が闇夜にコソコソ（プロデューサー→企画編成）
- 実録!金の事件簿（編成）
- 土曜プレミアム 衝撃スクープSP 30年目の真実 〜東京・埼玉連続幼女誘拐殺人犯・宮崎勤の肉声〜
- ジモン・渡部のこれが絶景料理だ！
- 有名人が情報解禁!千鳥のドッカン!ジブン砲
- 怒られ履歴書（編成企画）
- 語落 -GORAKU-
- 全国ご当地自慢バトルゲーム 47プライド
- ダジャレボリューション パッカーン！天国
- 日本一めんどくせぇ料理店（編成）
- 有吉くんの正直さんぽ（編成）
- ウケメン（編成）
- 超逆境クイズバトル!! 99人の壁（編成）
- ラーメン大好き小泉さん（編成企画 → プロデューサー）
- NONFIX ラーメン二郎という奇跡 〜総帥・山田拓美の"遺言"〜（企画プロデュース）
- 我流しか勝たん!～定番を超える新発想～（チーフプロデューサー）[7]
- あえいうえおあお（チーフプロデューサー）
- ネプリーグ（チーフプロデューサー）
- あしたの内村!!（ゼネラルプロデューサー→チーフプロデューサー）
- オドオド×ハラハラ（チーフプロデューサー）
- キスマイ超BUSAIKU!?（ゼネラルプロデューサー）
- 痛快TV スカッとジャパン（編成→ゼネラルプロデューサー）
- ネタパレ（編成→ゼネラルプロデューサー）
- キスマイFOOD!!（ゼネラルプロデューサー）
- 今夜はナゾトレ（ゼネラルプロデューサー）
- 上田晋也の芸人トーク検定（ゼネラルプロデューサー）

## 出演
- ラーメンWalkerTV2（フジテレビONE）- ナビゲーター
  - #238『自家製麺 No11』（初回放送2019年8月29日）
  - #242『キング製麺』（初回放送2019年9月26日）
  - #249『オニソバフジヤ ～プレミアム～』（初回放送2019年11月28日）
  - #254『GENEI.WAGAN』（初回放送2020年2月27日）
  - #256『製麺rabo』（初回放送2020年3月26日）
  - #267『中華ソバ 伊吹 × SPICY CURRY 魯珈』（初回放送2020年7月23日）
  - #271『麺処 ほん田 秋葉原本店』（初回放送2020年9月24日）
  - #282『王道家』（初回放送2020年12月17日）
  - #283『覆麺 智』（初回放送2021年1月28日）
  - #289『のスた』（初回放送2021年4月22日）
- BSフジサタデープレミアム『出動！ラーメン刑事』（BSフジ、2021年6月5日、2021年10月16日） - 「情報筋」[8]
- 有田哲平の休日はラーメン連食（BSフジ、2024年3月29日）[9]